# 玄武门 (大明宫)
玄武门，唐长安大明宫北面中门。现存遗址，位于陕西省西安市大明宫国家遗址公园以北玄武路上、重玄路以南。

## 历史
《唐六典》记载，大明宫的宫城门有十一门。玄武门为大明宫北面中门。
《长安志》记载：“德宗造门（玄武门）楼，外设两廊，持兵宿卫，谓之北衙”。

## 遗址
大明宫玄武门遗址由青砖包裹，在其北面有一座由黄色材料半包裹的建筑，为重玄门遗址。两门之间东西有廊，似一瓮城。今大明宫遗址公园内的玄武门和重玄门，是傅熹年先生根据考古发掘的材料对其进行复原的。据考古测量，这里的玄武门只有一道门，门上有楼，体量十分庞大。基座平面呈长方形，东西长34.2米，南北宽16.4米。